# 闇を引き継ぐ者
『闇を引き継ぐ者』（やみをひきつぐもの）は、西村京太郎の推理小説。1998年に角川書店から刊行された。

## あらすじ
数年前、「ジャッカル」と名乗り、予告状を出した上で若く美しい女性をあらゆる手段で誘拐し、身代金を受け取りながら結果的に惨殺するという悪行を繰り返した末、十津川警部に逮捕され、既に死刑宣告が出されていた一人の男に、初めての訪問者が現れた。
弟と名乗る訪問者の男は、死刑囚の実の弟の運転免許を所持しており、それで看守の目を欺いて来たのだ。当然、死刑囚は相手にするつもりは無かったが、「あなたのファンです」という言葉と共に、その発言内容、これから毎月訪問するという言葉を放った為、男に興味を覚える。以後、男は数回訪問してきたが、死刑が執行された為、そこで訪問は途切れる。
その後、警視庁捜査一課に「ジャッカル」と名乗る者から挑戦状が届く。十津川らも懸命に捜査するが、まんまと出し抜かれてしまう。更にその後、もう一度挑戦状が届く。十津川はマスコミを利用して、犯人に高圧的な態度を取り、キーワードから狙われる女性を調査した結果、或る若手女優が浮かび上がる。そして、その女優に北条早苗刑事をサブマネージャーとして護衛させるが、犯人は思いもよらない手段で女優を誘拐して逃走し、彼女も重傷を負ってしまう。
その頃、とある雑誌に載せられたコメントに興味を感じた十津川は、投稿者であるカメラマンの元に向かう。その発言内容から、三上刑事部長は「ジャッカル」ではないかと疑ったが、十津川は性格が違うと判断し、第三者的な扱いをする。
更にもう一度、警察にチャンスを与えるという主旨で挑戦状が届く。こちらも捜査の結果、一人の女優が浮かび上がる。だが、条件に似た女優が都合の良いことにもう一人存在した。十津川は、犯人に悟られない為、あえてもう一人の方に警備を強化し、事務所にも警告する。本命の女優には、同じく北条早苗を、刑事という身分は伏せて、サブマネージャーとして護衛させる。茶髪にし、服装も派手にしたので気づかれないだろうと思っていたところ、出先でそのカメラマンが撮影を理由に同行して来る。
そして、十津川班とジャッカルの最後の戦いが始まった!

## 主な登場人物

### 警視庁捜査一課
十津川警部
警視庁捜査一課の警部。
亀井刑事
十津川警部の部下。
北条早苗
十津川警部の部下。
西本明
十津川警部の部下。
日下淳一
十津川警部の部下。
三田村功
十津川警部の部下。
本多時孝
捜査一課課長。
三上
警視庁刑事部長。

### その他
ジャッカル
連続誘拐殺人犯。警察に挑戦状を送り、「殺人を楽しむ為に殺す男」と言われ、恐れられた。
石原ひろし
ジャッカルを神と慕うフリーカメラマン。
吉崎加奈
Sテレビの人気アナウンサー。25歳。
小田まゆみ
女優。16歳。
川島ユキ
準ミス日本に選ばれた女性。19歳。